# Чубайс, Игорь Борисович
И́горь Бори́сович Чуба́йс (род. 26 апреля 1947, Восточный Берлин, Советская зона оккупации Германии) — российский философ

 и социолог, доктор философских наук. Автор многих научных и публицистических работ. Инициатор введения в российскую систему образования нового предмета «россиеведение». Декан первого в России факультета россиеведения в Институте социальных наук. Член правления Союза литераторов России.

## Биография
Родился 26 апреля 1947 года в Берлине. Отец — Борис Матвеевич (Мареевич) Чубайс (в некоторых[каких?] публикациях — Чубайтис; 15 февраля 1918 — 9 октября 2000) — участник Великой Отечественной войны, полковник, после выхода на пенсию — преподаватель марксизма-ленинизма Ленинградского горного института. Мать — Раиса Ефимовна Сагал (15 сентября 1918 — 7 сентября 2004). После окончания войны Борис Чубайс вместе с женой некоторое время жили в побеждённой Германии. Потом дивизию, где служил отец Игоря, расквартировали в Лядищах (Борисов). Там родился его младший брат — Анатолий Борисович Чубайс. В начале 1960-х семья переехала из Борисова в Одессу.
В 1972 году окончил философский факультет Ленинградского государственного университета.
Вступил в КПСС при поступлении в аспирантуру Института социологии академии наук СССР в Москве после предупреждения о невозможности обучения беспартийных.
В 1978 году окончил аспирантуру Института социологии, защитил кандидатскую диссертацию «Воздействие телевидения на формирование общественного мнения» (на материалах ПНР и СССР).
С 1980 по 1997 — доцент кафедры философии ГИТИСа.
В 1987—1990 годах был одним из самых заметных деятелей московских неформальных объединений «Перестройка» и «Перестройка-88». В 1988—1990 годах являлся членом Московского народного фронта. В 1989 году был исключён из КПСС за «деятельность, направленную на раскол партии».
В 1990 году Игорь Борисович стал основателем «Демократической платформы в КПСС», а затем (после недолгого пребывания в Республиканской партии) входил в бюро Политсовета Народной партии России.
В марте 1990 года баллотировался в депутаты Моссовета, но проиграл.
Весной-летом 1991 года присоединил Московскую организацию НПР к коалиции пяти партий «Демократическая Москва» и участвовал в создании Коалиции демократических сил Москвы, направленной против руководства «Демократической России».
Главный редактор журнала (альманаха) «Новые вехи».
В 2000 году защитил докторскую диссертацию по проблеме новой российской идеи и идентичности.
Активный член созданного в декабре 2006 года Фонда «Возвращение».
С 2010 года ведущий нескольких радиопередач на радиостанции Русская служба новостей.
Ведет программу «Время Ч» на Радио Комсомольская правда.
В настоящее время:
- директор Межвузовского центра по изучению России в составе факультета гуманитарных и социальных наук РУДН[6].
- декан факультета россиеведения Института социальных наук.
- член редколлегии журнала «Посев».

В сентябре 2014 года подписал заявление с требованием «прекратить агрессивную авантюру: вывести с территории Украины российские войска и прекратить пропагандистскую, материальную и военную поддержку сепаратистам на Востоке Украины».
На президентских выборах 2018 года был доверенным лицом Григория Явлинского.

## Политические взгляды
В своих интервью и статьях Игорь Чубайс неоднократно высказывал позицию о том, что России необходим возврат к своей национальной идее, а не копирование Запада. При этом события 1917 года он считает моментом окончания  собственной истории России как государства и началом чуждой ей традиции.

## Семья
Женат. Дочь — Юлия Вебер-Чубайс (род. 9 июня 1977 г.) — окончила юридический факультет Института экономики и права. Актриса дубляжа.
Брат — Анатолий Борисович Чубайс (род. 16 июня 1955 г.) — советский и российский политический и хозяйственный деятель. Государственно-политическую деятельность брата Игорь Чубайс не одобряет и не общается с ним.